# Stenoptilodes posticus
Stenoptilodes posticus là một loài bướm đêm thuộc họ Pterophoridae. Nó được tìm thấy ở Colombia và Peru.
Sải cánh dài khoảng 24 mm. Con trưởng thành bay vào tháng 9.